# Sydney van Hooijdonk
Sydney van Hooijdonk (* 6. Februar 2000 in Breda) ist ein niederländischer Fußballspieler. Er steht in Italien beim FC Bologna unter Vertrag und ist aktuell an Norwich City ausgeliehen.

## Karriere

### Verein
Sydney van Hooijdonk, dessen Vater Pierre ebenfalls Fußballspieler war und auch für die niederländische Nationalmannschaft spielte, begann mit dem Fußballspielen bei VV Beek Vooruit in seiner Geburtsstadt Breda und wechselte dann in die Jugend von NAC Breda. Am 5. Oktober 2018 gab er sein Debüt als Profi in der Eredivisie, als er im Alter von 18 Jahren beim 1:2 beim FC Utrecht zum Einsatz kam. NAC Breda stieg zum Saisonende aus der Eredivisie ab, van Hooijdonk kam nicht oft zum Einsatz. In der Folgesaison spielte er regelmäßiger für die Profimannschaft, stand allerdings in lediglich elf von 25 Spielen (6 Tore) in der Keuken Kampioen Divisie in der Startelf. Wegen der COVID-19-Pandemie wurde die Saison vorzeitig abgebrochen, einen Auf- oder Absteiger gab es nicht. In der Saison 2020/21 schoss Sydney van Hooijdonk – zumeist als Mittelstürmer eingesetzt – NAC Breda mit 15 Toren in die Auf-und-Abstiegs-Play-offs, wo der Verein das Finale erreichte, jedoch trotz seines Treffers zum 1:1-Ausgleich mit 1:2 gegen den NEC Nijmegen verlor.
Zur Saison 2021/22 wechselte er nach Italien in die Serie A zum FC Bologna, wo er einen Vertrag für vier Saisons unterschrieb. Im Januar 2022 wechselte er per Leihe zum SC Heerenveen. Im Februar 2024 folgte die Leihe mit Kaufoption zu Norwich City in die EFL Championship.

### Nationalmannschaft
Im August 2021 wurde Sydney van Hooijdonk zum ersten Mal für die niederländische U21-Nationalmannschaft nominiert, als er in den vorläufigen Kader für das EM-Qualifikationsspiel gegen Moldawien berufen wurde.